# أكاديمية الشرطة (مسلسل)

هذه لقطة من برنامج أكاديمية الشرطة

بوليس أكاديمي (بالإنجليزية: Police Academy)‏ وفي العالم العربي أكاديمية الشرطة، كان مسلسلا تلفزيونيا كارتونيا أمريكيا تم عرضه لأول مرة في عام 1988، المسلسل قائم على سلسلة الأفلام الكوميدية التي تحمل العنوان نفسه وتم عرض أول جزء لها في عام 1984.

## قصة
يظهر كاري ماهوني (بالإنجليزية: Carey Mahoney)‏ بطلا في المسلسل مع فرقة من زملائه الشرطيين والشرطيات وكابتن الأكاديمية سريع الغضب ثاديوس هاريس (بالإنجليزية: Thaddeus Harris)‏. تقوم المجموعة بمكافحة الجرائم وحماية المدينة من اللصوص والمجرمين.

## البطولة
- كاري ماهوني: الشرطي الرياضي.
- لارفل جونز: صديق ماهوني المفضل.
- سويتشاك: الشرطي الجبان.
- زد: صديق سويتشاك المفضل.
- موسس هايتاور: الشرطي «الكول».
- ليرفن هوكس: مساعدة هايتاور.
- هاوس: الشرطي البدين صديق كلا من سويتشاك وزد المفضل.
- يوجين تاكلبيري: الشرطي حامل البازوكا.
- ديبي كالاهان: صديقة تاكلبيري المقربة.
- كابتن ثاديوس هاريس: كابتن الأكاديمية العصبي.
- بركتور: مساعد هاريس.
- رئيس القسم إريك لاسارد: رئيس الأكاديمية.
- البروفسور: برفسور الأكاديمية.
- كاي-9 كورب: كلاب الشرطة.

## الإصدارات
تم إصدار المسلسل على أشرطة VHS في ستة مجموعات على الأقل. في عام 2009 تم إصداره كاملا على أقراص DVD.

## وصلات خارجية
- أكاديمية الشرطة على موقع IMDb (الإنجليزية)
- أكاديمية الشرطة على موقع أول موفي (الإنجليزية)
- أكاديمية الشرطة على موقع فيلمافينيتي (الإسبانية)
- أكاديمية الشرطة على موقع كينوبويسك (الروسية)
- أكاديمية الشرطة على موقع ألو سيني (الفرنسية)
- أكاديمية الشرطة على موقع قاعدة بيانات الفيلم (الإنجليزية)

Police Academy  في قاعدة بيانات الأفلام على الإنترنت (بالإنجليزية)